# Programa AGUA
El Programa AGUA (Actuaciones para la Gestión y la Utilización del Agua) es un programa que pretende la reorientación de la política del agua en España.

## Actuaciones
El programa se centra en todo el territorio español, debido a la irregularidad de precipitaciones, algunas zonas del mismo se necesita más impulso económico. Estas regiones son: Comunidad Valenciana, Cataluña, Región de Murcia, Andalucía y Castilla-La Mancha.